# Las crueles
Las crueles (en Canadá y Estados Unidos The exquisite cadaver) es una película española de intriga dirigida por Vicente Aranda. Estrenada en 1969 se trata de una adaptación libre de la novela Bailando para Parker escrita por Gonzalo Suárez. Sus protagonistas principales son Capucine, Carlos Estrada y Teresa Gimpera.

## Sinopsis
En la Barcelona de finales de la década de 1960 un editor de novelas que trabaja para una editorial especializada en literatura de terror comienza a recibir paquetes con un contenido macabro: miembros de un cadáver femenino. La aparición de una misteriosa mujer, que parece relacionada con el envío de los paquetes, le conducen a una situación de dramático desenlace

## Reparto
| Intérprete           | Personaje         |
| -------------------- | ----------------- |
| Capucine             | Lucia Fonte       |
| Carlos Estrada       | Editor            |
| Teresa Gimpera       | Esposa del editor |
| Judy Matheson        | Esther            |
| Eduardo Doménech     | Chófer            |
| José María Blanco    | Escritor          |
| Santiago Satorre     | Niño              |
| Joaquín Vilar        | Niño              |
| Manuel Bronchud      | Vecino            |
| Víctor Israel        | Portero           |
| Miguel Muniesa       | Empleado Correos  |
| Luis Ciges           | Funcionario       |
| Luis Induni          | Comisario         |
| Francisco Jarque     | Detective         |
| Ignacio B. Malacilla | Camarero          |
| André Argaud         | Dr. Barres        |
| Carlos Miguel Solá   | Jefe de policía   |
| Joaquín Navales      | Policía           |
| Alicia Tomás         | Secretaria        |
| Miquel Bordoy        |                   |

## Producción
Considerado uno de los trabajos más costosos y con mayor presupuesto hasta la fecha de Vicente Aranda, además de una larga gestación y problemas legales, el director sufrió un accidente que le complicó el trabajo siendo necesario que se le construyera una camilla adaptada para que pudiera acabar de dirigir el proyecto.